# Epidiscoceps garnieri
Epidiscoceps garnieri är en skalbaggsart som beskrevs av Teocchi och Henri L. Sudre 2009. Epidiscoceps garnieri ingår i släktet Epidiscoceps och familjen långhorningar. Inga underarter finns listade i Catalogue of Life.